# Jackie Oliver

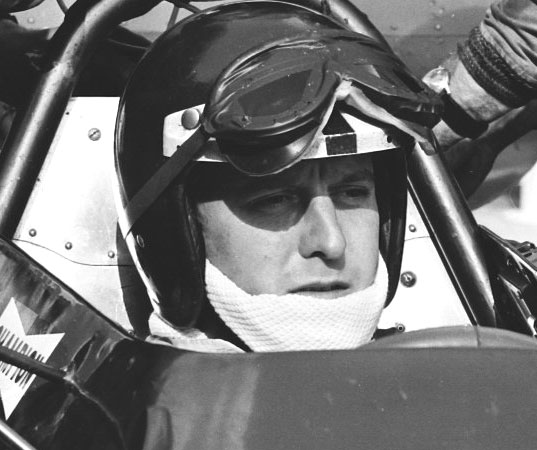
Jackie Oliver, 1969

Keith Jack (Jackie) Oliver (Chadwell Heath (Essex), 14 augustus 1942) is een Engelse coureur. Hij heeft de 24 uur van Le Mans gewonnen en er staat een Can-Am race op zijn naam. Daarnaast reed hij ook 50 Formule 1-races voor de teams Lotus, BRM, McLaren en Shadow. Hij behaalde hierin 2 podiumposities, 1 snelste ronde en 13 WK-punten. Jackie Oliver lag aan de basis van het ontstaan van F1 team Arrows dat enkele successen kende in de jaren 80 en 90.
De coureur is nu met pensioen.